# Science Hill
Science Hill è un comune degli Stati Uniti d'America, situato nello Stato del Kentucky, nella contea di Pulaski.